# Liste der Monuments historiques in Éringes
Die Liste der Monuments historiques in Éringes führt die Monuments historiques in der französischen Gemeinde Éringes auf.

## Liste der Objekte
| Bezeichnung                    | Beschreibung                           | Standort                          | Kennzeichnung | Schutzstatus | Datum | Bild |
| ------------------------------ | -------------------------------------- | --------------------------------- | ------------- | ------------ | ----- | ---- |
| Grabstein für Germain Guenepin | Kalkstein, bezeichnet 1646             | in der Kirche St-Bathélémy (Lage) | PM21001050    | Classé       | 1959  |      |
| Skulptur Unterweisung Mariens  | Stein, farbig gefasst, bezeichnet 1721 | in der Kirche St-Bathélémy (Lage) | PM21003536    | Inscrit      | 1975  |      |
| Bauinschrift                   | Stein, bezeichnet 1672                 | in der Kirche St-Bathélémy (Lage) | PM21003582    | Inscrit      | 1976  |      |